# Línea 155 (EMT Madrid)
La línea 155 de la EMT de Madrid une el intercambiador de Plaza Elíptica con Aluche.

## Características
Esta línea empezó a funcionar el 31 de julio de 2004 como un Servicio Especial bajo la numeración SE752 y denominación Aluche-PAU de Carabanchel. El 7 de mayo de 2005 y cuando el PAU de Carabanchel empezó a crecer, esta línea se prolongó desde el PAU de Carabanchel a la Plaza Elíptica y recibió su numeración actual 155 Plaza Elíptica - Aluche. Actualmente da servicio a Carabanchel Alto, al PAU de Carabanchel, al Centro Comercial Islazul y al Barrio de Aluche.

### Frecuencias
| Lunes a viernes laborables |               |
| De 6:00 a 8:00             | 9-16 minutos  |
| De 7:00 a 20:00            | 9-12 minutos  |
| De 20:00 a 23:00           | 11-16 minutos |
| Sábados laborables         |               |
| De 6:00 a 9:00             | 17-23 minutos |
| De 9:00 a 20:00            | 17-21 minutos |
| De 20:00 a 23:00           | 20-26 minutos |
| Domingos y festivos        |               |
| De 7:00 a 10:00            | 17-24 minutos |
| De 10:00 a 21:00           | 18-21 minutos |
| De 21:00 a 23:00           | 19-26 minutos |

## Recorrido y paradas

### Sentido Aluche

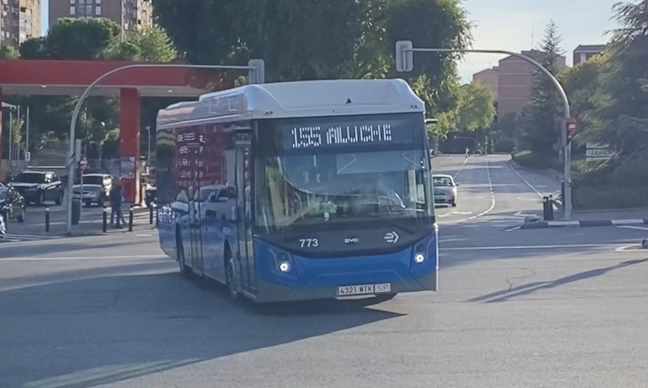
Autobús BYD-Castrosua Nelec de línea 155 llegando a su cabecera en Aluche.

| Código | Parada                                      | Común con       | Conexiones con Metro y Cercanías | Otros |
| ------ | ------------------------------------------- | --------------- | -------------------------------- | ----- |
| 3906   | PLAZA ELÍPTICA (Intercambiador - dársena 3) | SE702           | Plaza Elíptica                   |       |
| 3177   | Tanatorio Sur                               | 116 121 131     |                                  |       |
| 3179   | Avenida de los Poblados-Cochera EMT         | 116 121 131     |                                  |       |
| 5057   | Avenida de los Poblados-Vía Lusitana        | 116 121 131     |                                  |       |
| 3182   | Avenida de los Poblados-Abrantes            | 121 131 484 485 |                                  |       |
| 3184   | Metro San Francisco                         | 121 131         | San Francisco                    |       |
| 2453   | Avenida de los Poblados-Secoya              | 47 118 121 131  |                                  |       |
| 3726   | Óbolo                                       |                 |                                  |       |
| 2960   | Euro-Aguacate                               |                 |                                  |       |
| 2961   | Euro-Peso Hispano                           |                 |                                  |       |
| 2962   | Euro-Duro                                   |                 |                                  |       |
| 3883   | Euro-Maravedí                               |                 |                                  |       |
| 2964   | La Peseta-Maravedí                          | 35 118 E1       |                                  |       |
| 2965   | La Peseta-Corona                            | 35 118          |                                  |       |
| 649    | La Peseta-Avenida Carabanchel Alto          | 35 118 E1       |                                  |       |
| 3859   | Metro La Peseta                             | 35 SE832        | La Peseta                        |       |
| 687    | La Peseta-Pinar de San José                 | 35              |                                  |       |
| 719    | La Peseta-Valle del Boi                     |                 |                                  |       |
| 720    | La Peseta-La Fortuna                        |                 |                                  |       |
| 4265   | La Fortuna-Joaquín Turina                   | 483 486 487     |                                  |       |
| 359    | Colonia Aviación                            | 34 483 487      |                                  |       |
| 361    | Millán Astray                               | 34 483 487      |                                  |       |
| 774    | Blas Cabrera-Casuarina                      |                 |                                  |       |
| 802    | Vidauba-Rodrigo de Arana                    |                 |                                  |       |
| 903    | Vidauba-Damasquillo                         |                 |                                  |       |
| 904    | Junta Municipal Latina                      |                 |                                  |       |
| 5685   | ALUCHE (Intercambiador)                     |                 | Aluche                           |       |

### Sentido Plaza Elíptica
| Código | Parada                                      | Común con       | Conexiones con Metro y Cercanías | Otros |
| ------ | ------------------------------------------- | --------------- | -------------------------------- | ----- |
| 5685   | ALUCHE (Intercambiador)                     |                 | Aluche                           |       |
| 4505   | Junta Municipal Latina                      | 17 138 139      |                                  |       |
| 591    | Vidauba-Damasquillo                         |                 |                                  |       |
| 598    | Vidauba                                     |                 |                                  |       |
| 611    | Blas Cabrera-Casuarina                      |                 |                                  |       |
| 362    | Millán Astray                               | 34 483 487      |                                  |       |
| 360    | Colonia Aviación                            | 34 483 487      |                                  |       |
| 627    | La Fortuna-Joaquín Turina                   | 483 486 487     |                                  |       |
| 628    | La Peseta-La Fortuna                        |                 |                                  |       |
| 637    | La Peseta-Valle del Boi                     |                 |                                  |       |
| 640    | La Peseta-Pinar de San José                 | 35              |                                  |       |
| 3860   | Metro La Peseta                             | 35 SE832        | La Peseta                        |       |
| 562    | Carabanchel Alto                            | 35 118 E1       |                                  |       |
| 1169   | La Peseta-La Corona                         | 35 118          |                                  |       |
| 1891   | Maravedí                                    |                 |                                  |       |
| 2809   | Euro-Maravedí                               |                 |                                  |       |
| 2861   | Euro-Duro                                   |                 |                                  |       |
| 2863   | Euro-Peso Hispano                           |                 |                                  |       |
| 2877   | Euro-Aguacate                               |                 |                                  |       |
| 2895   | Euro-Óbolo                                  |                 |                                  |       |
| 2935   | Euro-Enrique de Oro                         |                 |                                  |       |
| 3185   | Metro San Francisco                         | 121 131         | San Francisco                    |       |
| 3183   | Avenida de los Poblados-Abrantes            | 121 131 484 485 |                                  |       |
| 3181   | Avenida de los Poblados-Vía Lusitana        | 116 121 131     |                                  |       |
| 3180   | Avenida de los Poblados-Cochera EMT         | 116 121 131     |                                  |       |
| 3178   | Tanatorio Sur                               | 116 121 131     |                                  |       |
| 5687   | Avenida de los Poblados-Carretera Toledo    |                 |                                  |       |
| 3906   | PLAZA ELÍPTICA (Intercambiador - dársena 3) | SE702           | Plaza Elíptica                   |       |

## Galería de imágenes

Distribución de las líneas en las dársenas del intercambiador de Plaza Elíptica, estando la cabecera del 155 en la dársena 3 (nivel -1).